# Einbringung
Einbringung ist ein Rechtsbegriff, der entweder im Gesellschaftsrecht die Übertragung von Betriebsvermögen in eine Kapitalgesellschaft oder eine Personengesellschaft oder im Sachenrecht das willentliche Hineinschaffen beweglicher Sachen in den durch gesetzliche Pfandrechte geschützten Machtbereich des Gläubigers versteht.

## Allgemeines
Bei der Einbringung geht es allgemein darum, dass Gegenstände in eine Gesellschaft oder in den Machtbereich eines Gläubigers verbracht werden. Dies ist mit Rechtsfolgen verbunden, weil dadurch der Hineinschaffende entweder sein Eigentum verliert oder es der Verfügungsgewalt eines Gläubigers unterwirft. In allen Fällen geschieht die Einbringung mit dem Willen des Einbringenden Rechtssubjekts.

## Rechtsfragen
Die Einbringung betrifft das Gesellschaftsrecht, das Sachenrecht und weitere Rechtsgebiete. Da es sich bei der Einbringung im Sachenrecht um einen Realakt handelt, finden die Vorschriften über Willensmängel keine Anwendung. Im Gesellschaftsrecht ist die Einbringung ein Tauschvertrag.

### Gesellschaftsrecht

#### Allgemeines
Das Umwandlungsgesetz (UmwG) regelt unter anderem die Verschmelzung (§ 2 UmwG), worunter die Einbringung zu subsumieren ist. Allerdings begründet die Einbringung ein Beteiligungsverhältnis, während es durch die echte Verschmelzung beendet wird. Diese Einbringung löst steuerrechtliche Fragen aus, die durch das auf dem UmwG aufbauende Umwandlungssteuergesetz (UmwStG) geregelt werden. Damit die steuerliche Neutralität stiller Reserven beim übertragenden Rechtssubjekt gewährleistet bleibt, muss die Gegenleistung für die Einbringung in Form einer Unternehmensbeteiligung bestehen.

#### Arten
Die Einbringung ist gesellschaftsrechtlich die Übertragung von Vermögen oder Wirtschaftsgütern in Form eines Tauschvertrags gegen die Beteiligung an einer Gesellschaft. Einbringung ist damit entweder eine Sachgründung oder eine Kapitalerhöhung im Wege der Sacheinlage. Zu unterscheiden ist die Einbringung in eine Kapitalgesellschaft und in eine Personengesellschaft:
- Die Einbringung eines Betriebs, eines Teilbetriebs oder eines Mitunternehmer-Anteils in eine Kapitalgesellschaft gegen Gewährung von Gesellschaftsrechten ist ein Tauschvertrag, der beim Einbringenden stets zur Realisierung der stillen Reserven des eingebrachten Betriebsvermögens führt. Die übernehmende Kapitalgesellschaft darf das eingebrachte Betriebsvermögen mit seinem Buchwert oder mit einem höheren Wert ansetzen (§ 20 Abs. 2 UmwStG). Sie darf das Vermögen zu Anschaffungskosten ansetzen und kann damit sicherstellen, dass die vorhandenen stillen Reserven auch künftig erhalten bleiben, wenn eine spätere Veräußerung der eingebrachten Wirtschaftsgüter weiterhin der deutschen Besteuerung unterliegt (§ 20 Abs. 2 UmwStG).
- Wird ein Betrieb, Teilbetrieb oder ein Mitunternehmer-Anteil in eine Personengesellschaft eingebracht und wird der Einbringende Mitunternehmer der Gesellschaft, so darf die Personengesellschaft das eingebrachte Betriebsvermögen in ihrer Bilanz für ihre Gesellschafter mit seinem Buchwert oder mit einem höheren Wert ansetzen. Hierbei gilt der Wert, mit dem das eingebrachte Betriebsvermögen in der Bilanz der Personengesellschaft für ihre Gesellschafter angesetzt wird, für den Einbringenden als Veräußerungspreis (§ 24 Abs. 2 und 3 UmwStG).

Die wichtigste Rechtsfolge der Einbringung ist das in § 24 Abs. 2 UmwStG vorgesehene Wahlrecht. Das übernommene Vermögen kann mit dem Buchwert oder einem höheren Wert angesetzt werden. Dabei dürfen die Teilwerte der einzelnen Wirtschaftsgüter nicht überschritten werden.
Der Tausch von Anteilsrechten an Kapitalgesellschaften führt grundsätzlich zur Verwirklichung der im Buchwert der hingegebenen Anteile enthaltenen stillen Reserven. Eine Ausnahme gilt nur für die Fälle, in denen bei wirtschaftlicher Betrachtung wegen der Wert-, Art- und Funktionsgleichheit der getauschten Anteile die Nämlichkeit der hingegebenen und der erhaltenen Anteile bejaht werden kann.

### Sachenrecht

#### Allgemeines
Die Einbringung betrifft im Sachenrecht gesetzliche Pfandrechte, die bestimmten Gläubigern kraft Gesetzes zustehen. Die Pfandrechte entstehen, wenn die Schuldner die ihnen gehörenden beweglichen Sachen dem Herrschaftsbereich des Gläubigers zuführen. Unter Einbringung wird das willentliche Hineinschaffen beweglicher Sachen durch den Schuldner in den durch das Schuldverhältnis vermittelten Machtbereich des Gläubigers verstanden. Die Einbringung muss also mit dem Willen des Einbringenden und zielgerichtet vorgenommen werden und darf nicht nur vorübergehend erfolgen. Bei Sachen, die nur vorübergehend in der Absicht alsbaldiger Wiederentfernung eingebracht werden, ist danach zu unterscheiden, ob der vorübergehende Verbleib der bestimmungsgemäßen Nutzung der Mietsache entspricht oder nicht. Die Einbringung ersetzt den beim Vertragspfandrecht erforderlichen Besitzübergang nach § 1205 Abs. 1 BGB.

#### Arten
Eine Einbringung betrifft folgende gesetzlichen Pfandrechte:
- Der Frachtführer hat für alle fälligen Forderungen aus dem Frachtvertrag ein Pfandrecht an dem ihm zur Beförderung übergebenen Frachtgut des Absenders oder Abladers (§ 440 Abs. 1 HGB).
- Beim Gastwirtpfandrecht (§ 562, § 701, § 704 BGB) geht es darum, dass dem Gastwirt oder Hotelier die von den Gästen eingebrachten beweglichen Sachen als Sicherheit für ihre aus dem Beherbergungsvertrag stammenden fälligen Forderungen gegen Gäste dienen.
- Der Kommissionär hat wegen der auf das Kommissionsgut gemachten Kosten und der Provision ein Pfandrecht am Kommissionsgut (§ 397 HGB).
- Der Lagerhalter hat für alle Forderungen aus dem Lagervertrag ein Pfandrecht an dem ihm zur Lagerung übergebenen Lagergut des Einlagerers (§ 475b Abs. 1 HGB).
- Der Spediteur hat für alle Forderungen aus dem Speditionsvertrag ein Pfandrecht an dem ihm zur Versendung übergebenen Speditionsgut des Versenders oder Abladers (§ 464 HGB).
- Das Unternehmerpfandrecht steht dem Unternehmer als Sicherheit für seine fälligen Forderungen gegen den Besteller aus dem Werkvertrag zu und erstreckt sich auf die vom Besteller in das Unternehmen eingebrachten Sachen (§ 647 BGB).
- Das Vermieterpfandrecht erstreckt sich auf alle vom Mieter in die Mieträume eingebrachten Sachen, die die rückständigen Mietforderungen des Vermieters sichern (§ 562). Auch die in den Mieträumen produzierten Sachen gelten als eingebracht.[6] Dem Pfandrecht unterliegen nicht die unpfändbaren Gegenstände (§ 562 Abs. 1 Satz 2 BGB), deren Umfang in § 811 Abs. 1 ZPO festgelegt ist.
- Das Verpächterpfandrecht gemäß § 581 Abs. 2 BGB ist dem Vermieterpfandrecht gleichgestellt.

Diese Pfandrechte sind streng akzessorisch, sie beziehen sich lediglich auf die Forderungen aus dem zugrunde liegenden Vertrag. Der Gläubiger darf den bei Nichtbezahlung drohenden Vermögensnachteil durch Pfändung der eingebrachten Sachen ausgleichen.

#### Verwertung
Die Verwertung an den dem gesetzlichen Pfandrecht unterliegenden eingebrachten Sachen erfolgt entsprechend den Regeln der Pfandverwertung. Danach ist durch den Gläubiger zunächst eine Verwertung anzudrohen (§ 1234 Abs. 1 BGB) und die Wartefrist von einem Monat einzuhalten (§ 1234 Abs. 2 BGB), bevor die eingebrachten Sachen im Wege öffentlicher Versteigerung (§ 1235 BGB) verwertet werden dürfen.

### Sonstige Rechtsgebiete
Da der Beherbergungsvertrag ein gemischter Vertrag ist, bezieht sich das Gastwirtpfandrecht konkret auf die Verwahrung durch Einbringung der Sachen des Gastes in die dafür vorgesehenen Stellen (Koffer im Zimmer, Bekleidung im Schrank, Kostbarkeiten im Safe, Auto in der Garage). Damit ist die Einbringung sowohl ein Recht des Gastes, das eine Haftpflicht des Gastwirts bei Verlust auslösen kann, als auch Grundlage für das Pfandrecht.
Im Arbeitsrecht wird für die vom Arbeitnehmer in die Arbeitsstätte eingebrachten Sachen eine Schutzpflicht des Arbeitgebers bejaht, die aus seiner Fürsorgepflicht (§ 618 Abs. 1 BGB) abgeleitet wird. Die Fürsorgepflicht erstreckt sich auf alle Sachen, deren Einbringung in den Betrieb in einem inneren Zusammenhang mit der Arbeitsleistung des Arbeitnehmers steht. Hierzu gehören etwa Arbeitskleidung, angemessenes Bargeld oder Fahrzeuge, nicht jedoch Radiogeräte oder Schmuck.
Im Wasserhaushaltsrecht versteht man unter Einbringung die Einleitung oder den Eintrag von fremden Stoffen in ein Gewässer. Nach dem Wasserhaushaltsgesetz (WHG) dürfen feste Stoffe in oberirdische Gewässer (§ 32 Abs. 1 WHG) und Küstengewässer (§ 45 Abs. 1 WHG) nicht eingebracht werden, um sich ihrer zu entledigen. Eine Erlaubnis für das Einbringen und Einleiten von Stoffen in das Grundwasser darf gemäß § 48 Abs. 1 WHG nur erteilt werden, wenn eine nachteilige Veränderung der Wasserbeschaffenheit nicht zu besorgen ist. Die Einbringung von Sedimenten in ein Gewässer unterliegt als Gewässerbenutzung im Sinne von § 9 Abs. 1 Nr. 4 WHG stets dem Gestattungsvorbehalt aus § 8 WHG.

## International
In Österreich ist der Begriff speziell steuerrechtlich bestimmt. Er findet sich in § 12 Abs. 1 Umgründungssteuergesetz (UmgrStG) definiert und im gesamten Artikel III Einbringung geregelt. Dort findet sich speziell der schriftliche Einbringungsvertrag (Sacheinlagevertrag) zwischen Ges.m.b.H.s behandelt (Umgründungen). Im Gesellschaftsrecht findet sich keine Entsprechung.
Unter den Begriff im Sinne dieses Gesetzes fallen „alle Kapitalanteile, unabhängig davon, ob sie ganz oder zum Teil eingebracht werden oder ob sie zum Betriebs- oder Privatvermögen des Einbringenden gehören.“
Unter Anteilen versteht man hier Aktien, GmbH-Anteile, Genossenschaftsanteile, Partizipationsscheine und Substanzgenussrecht (im Sinne des § 8 Abs 3 Z 1 KStG). Der Begriff ist besonders in Bezug auf Entstehung respektive Erweiterung einer Unternehmensgruppe und der damit verbundenen Gruppenbesteuerung relevant.